# The Masterpiece
The Masterpiece, ook bekend als het Hyatt Regency Hong Kong Hotel en Hotel Panorama, is een wolkenkrabber in Hongkong, Volksrepubliek China. Het gebouw ligt aan 18 Hanoi Road in het gebied Tsim Sha Tsui. De bouw begon in 2002 en werd in 2009 voltooid.

## Ontwerp
The Masterpiece is 256,97 meter hoog en telt 28 liften. Het bevat 64 bovengrondse en 4 ondergrondse verdiepingen. Het heeft 59.374 vierkante meter aan bruikbare oppervlakte en biedt plaats aan 177 parkeerplaatsen en 345 appartementen.
Het Hyatt Regency Hong Kong beslaat de derde tot en met de vierentwintigste verdieping van het gebouw. Naast 381 kamers en suites bevat het hotel ook een buitenzwembad, een fitnesscentrum en een zakencentrum.